# 新潟県立図書館
新潟県立図書館（にいがたけんりつとしょかん）は、新潟県が図書館法第10条、新潟県立図書館条例に基づき設置、運営する公立図書館。2021年（令和3年）4月1日現在の蔵書数は932,287冊である。ぶっくスワンの愛称がある。

## 沿革
- 1915年4月1日 - 明治記念新潟県立図書館が創立される
- 1916年12月8日 - 新潟市寄居町に開館（現在の日本銀行新潟支店の所在地）
- 1953年12月11日 - 新潟市一番堀通町に新潟県立新潟図書館開館（現在の新潟市役所第二分館の東隣、白山公園の再開発により解体）
- 1992年4月1日 - 新潟県立図書館に改称
  - 1992年8月7日 - 新潟市女池南3丁目に移転

## 概要

### 所在地
新潟県新潟市中央区女池南3丁目1番2号

### 開館時間
- 火曜日 - 金曜日 9:30 - 19:00[2]
- 土曜日・日曜日・祝日 9:30 -17:00

### 休館日
- 毎週月曜日（祝日、振替休日の場合は開館）
- 年末年始
- 蔵書点検期間

## 交通
- 新潟駅南口バスターミナル3番線より新潟交通バスの以下系統を利用し、「野球場・科学館前」下車　
「S51 女池線 笹出線・江南高校前経由 女池愛宕」「S52　女池線 笹出線・江南高校前経由 新潟市民病院」行、
- 市役所前より同バスの以下系統を利用し、「野球場・科学館前」下車
「S50 女池線 西跨線橋・江南高校前経由 女池愛宕」行
  - S51・S52系統は平日概ね30分間隔で運行しているが、土曜・休日は減便となる（概ね60分間隔）。S50系統は概ね30分間隔で運行している。
- 国道8号新潟バイパス桜木ICもしくは女池ICが最寄り

## 所蔵資料
保管してある佐渡鉱山で働いた朝鮮人労働者の名簿を非公開だとしてきたが、朝日新聞の論説委員が問い合わせると名簿の有無について「あるのかないのかお答えしない」としたことについて、新潟大学教授で新潟史学会の原直史は「資料の有無すら明らかにしないのはおかしい」と述べている。